# Samuel Stryk

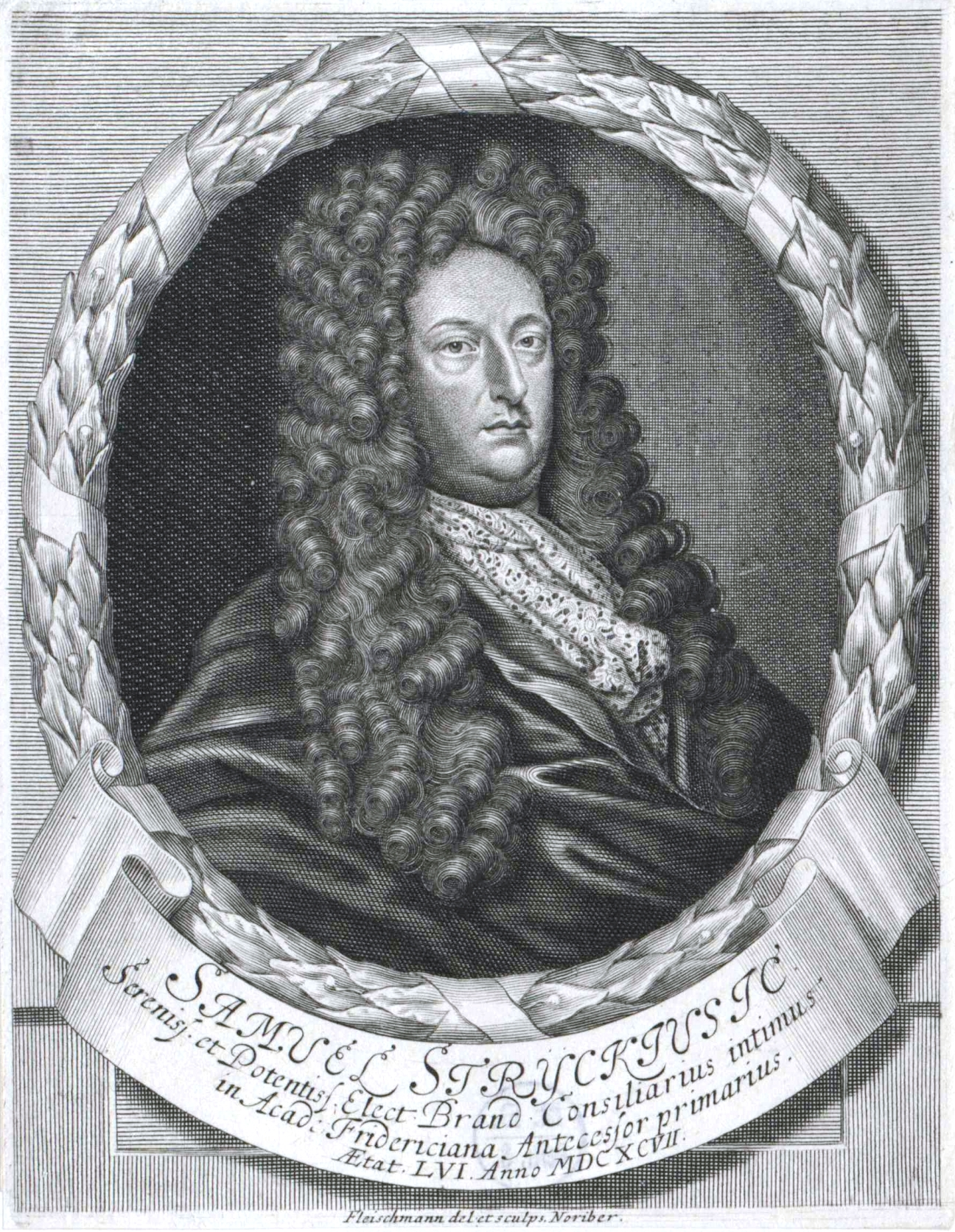
Samuel Stryck im Alter von 56 Jahren, Stich von August Christian Fleischmann

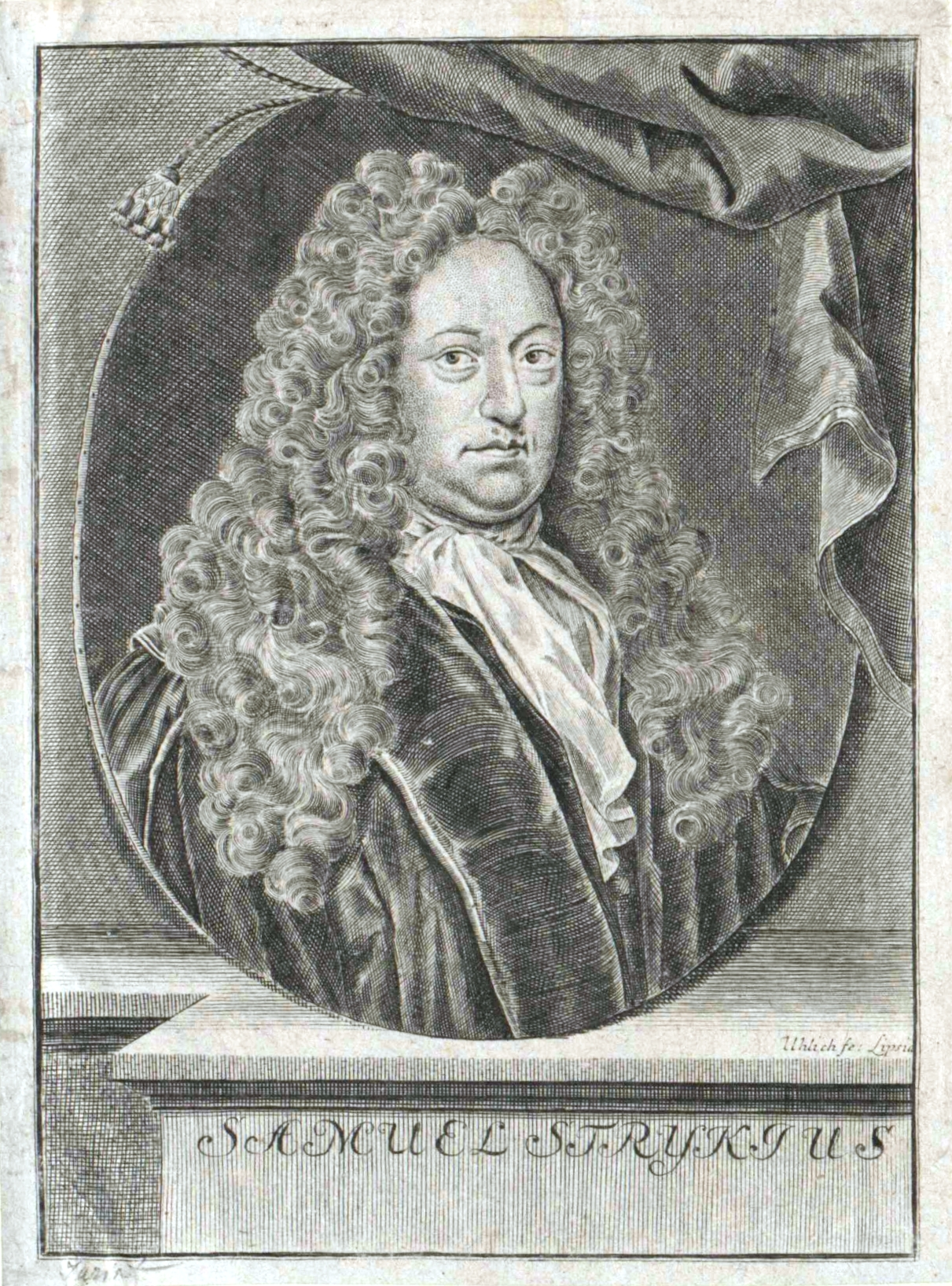
Samuel Stryk

Samuel Stryk, auch: Stricke, Stryck, Striccius, Strick, Stricke, Stryckius, Stryke, Stryken, Strykius (* 22. November 1640 in Lenzen; † 23. Juli 1710 in Halle (Saale)), war ein deutscher Jurist. Er gilt als einer der wichtigsten Vertreter der Entwicklungsgeschichte des deutschen Rechts im 17. und 18. Jahrhundert, des Usus modernus pandectarum.

## Leben und Werk
Stryk war der Sohn des Amtmannes Elias Stryck in Brandenburg und dessen Frau Eva, der Tochter des Amtsschreibers Georgius Calov aus Zedenick. Zunächst besuchte er die Schule in seiner Heimatstadt, dann die Schule in Seehausen und das Gymnasium in Cölln. So vorgebildet, immatrikulierte er sich 9. Juni 1658 an der Universität Wittenberg, wo er zunächst an der philosophischen Fakultät bei Johann Sperling und Georg Kaspar Kirchmaier die Vorlesungen besuchte. Nachdem er sich entschlossen hatte, statt der Theologie die Rechtswissenschaften zu studieren, waren zunächst Caspar Ziegler und Wilhelm Leyser II. seine Lehrer. 1661 wechselt er an die Universität Frankfurt (Oder), wo er die Disputationen De ordinariis regnum consequendi modis und De Dardanariis hielt.
Im Anschluss begab er sich auf Bildungsreise und besuchte die Universitäten in Oxford, Leiden, Utrecht, Groningen, Franeker und Löwen. Zurückgekehrt nach Frankfurt (Oder) begleitete er zwei vornehme Personen nach Italien und Frankreich. Da er aber seine Studien fortsetzen wollte, ging er wieder nach Frankfurt (Oder), wo er am 11. Mai 1665 den akademischen Grad eines Lizentiaten der Rechtswissenschaften erwarb und am 17. Dezember zum Doktor der Rechtswissenschaften promoviert wurde.
Daraufhin erhielt er eine außerordentliche Professur und behandelte nacheinander alle vier Werke des heute so genannten Corpus iuris civilis. Dabei handelt es sich um Gesetzgebung, die unter dem spätantiken Kaiser Justinian erlassen worden war. Zunächst war er zuständig für die sogenannten Novellen. Gemäß den Regeln der Universität rückte er im Juni 1668 in die ordentliche Professur der auf den gaianischen Institutionen aufbauenden justinianischen Institutionen auf. Verkürzt gesagt handelte es sich dabei um das elementare Anfängerlehrbuch des römischen Rechts. Nach dem Tod seines Schwiegervaters Johann Brunnemann übernahm er 1672 die Professur der Digesten, des Lehrbuchs für Fortgeschrittene des Lehrbetriebs. Nach dem Tod von Philipp Jacob Wolf übernahm er 1680 die Professur des Codex. Dabei handelte es sich um Kaisergesetze, die ab dem 2. Jahrhundert bis hin zu Justinian erlassen worden waren. Nach dem Weggang von Johann Friedrich Rhetz als Geheimrat nach Berlin wurde Stryk Dekan der juristischen Fakultät. Während seiner Frankfurter Amtszeit avancierte er dreimal zum Rektor der Universität.
Als 1690 sein einstiger Wittenberger Lehrer Caspar Ziegler verstorben war, verhandelte der sächsische Kurfürst Johann Georg III. von Sachsen zur Neubesetzung der Stelle mit dem Brandenburgischen Kurfürsten Friedrich Wilhelm von Brandenburg, da Stryk als ausgezeichneter Kenner des römischen Rechts galt. Man konnte eine Einigung erzielen und ihn für ein Salär von 500 Gulden an der Universität verpflichten. In Wittenberg veröffentlichte er ein erstes Specimen seines zivilrechtlichen Hauptwerks, des Usus modernus Pandectarum. In diesem Werk zeigte Stryk erfolgreich einen Mittelweg zwischen römischem Privatrecht und älterem deutschem Recht auf.
Ausgangspunkt für sein Buch, das letztlich namensgebend für die ganze Epoche werden würde, war, dass er das römische Recht in seinem Gesamtbestand als Ansammlung gewohnheitsrechtlicher Regeln sah. Zu Recht wurden die Regeln, weil sie usus wurden. Dieser altrömische Begriff usus bezeichne das Herkommen und den perpetuierten Gebrauch der Regeln über eine längere Zeit und führe während der Zeit der Rezeption Schritt für Schritt zu einer Auf- und Übernahme. Die gewohnheitsrechtliche Rezeption der Regeln, die nicht schlagartig, sondern peu à peu vonstatten gehe, lasse es zu, dass es in jedem Einzelfall möglich sein müsse, zu überprüfen, inwieweit ortsrechtliche Vorschriften gültig blieben und gerade nicht durch anders lautendes römisches Recht abgelöst worden seien. Als Maßgabe nahm er an, dass römisches Recht lediglich subsidiär wirken könne. Damit stellte er sich in Opposition zur mehrheitlich praktizierten Statutenlehre und gab im Zweifel dem Ortsrecht den Vorzug. Bei seinen Annahmen baute Stryk auf Conrings Widerlegung der lotharischen Legende auf.
1692 ging er auf Wunsch seines angestammten Dienstherrn an die neu gegründete Universität Halle, wo ihm neben dem Titel eines Geheimrats sowohl 1695 als auch 1703 das Prorektorat der Universität und das Dekanat der juristischen Fakultät übertragen wurde. Gemeinsam mit Veit Ludwig von Seckendorff und Christian Thomasius baute er die neu entstandene Universität auf und schlug auch Angebote als Direktor der Universität Kopenhagen aus. Justus Henning Böhmer begann 1699 unter Stryks Förderung seine Lehrtätigkeit an der juristischen Fakultät.
Im Alter von 70 Jahren starb Samuel Stryk am 23. Juli 1710 gegen 7 Uhr früh in Halle/Saale. Sein Grab befindet sich auf dem hallischen Stadtgottesacker. Die Kollegen August Hermann Francke und Maximilian Ladislaw Freiherr von Lichnowsky hielten bemerkenswerte Trauerreden, die später auch veröffentlicht wurden.

## Schriften (Auswahl)
- Disputatio Juridica de Jure privilegati contra privilegatum. 1684.
- Specimen usus moderni Pandectarum. 1690 (Dieses Werk wurde zum Namensgeber für eine ganze Epoche der europäischen Rechtswissenschaft, usus modernus pandectarum, der Praxis und Wissenschaft des römischen Rechts in seiner Anwendung in Kontinentaleuropa nach der Rezeption).
- Christliches Bedencken eines fürnehmen Juris-Consulti über die Eids-Formulam rev. Ministerii zu Hamburg. 1690waisenhaus
- Tractatus de cautelis testamentorum. Waisenhaus, Halle 1703. (Digitalisat).